# Neochórion (ort i Grekland, Västra Grekland, Nomós Ileías)
Neochórion är en ort i Grekland.   Den ligger i prefekturen Nomós Ileías och regionen Västra Grekland, i den sydvästra delen av landet, 220 km väster om huvudstaden Aten. Neochórion ligger 2 meter över havet och antalet invånare är 1 105.
Terrängen runt Neochórion är platt. Havet är nära Neochórion åt nordväst. Runt Neochórion är det ganska tätbefolkat, med 166 invånare per kvadratkilometer. Närmaste större samhälle är Amaliáda, 18,4 km sydost om Neochórion. Trakten runt Neochórion består till största delen av jordbruksmark.